# Ricotta infornata
La ricotta al forno è una ricotta che viene prodotta infornandola dopo uno o due giorni dalla salatura, prodotto tipico siciliano.
La ricotta al forno rientra infatti nell'elenco dei Prodotti agroalimentari tradizionali siciliani (PAT) stilato dal Ministero delle politiche agricole alimentari e forestali (Mipaaf).